# 판관 조병로 불망비
판관 조병로 불망비(判官 趙秉老 不忘碑)는 대한민국 충청남도 공주시 반포면에 있다. 1997년 6월 5일 공주시의 향토문화유적(기념물) 제22호로 지정되었다.

## 개요
긴 장방형 비신 위에 맞배지붕 모양의 뚜껑돌을 씌운 형태의 비석이다. 전체 높이는 140~150cm 정도이며, 뚜껑 돌의 높이를 뺀 탑신의 높이는 115cm 정도이다.
비의 앞면에는 '판관조후병로영세불망(判官趙侯秉老永世不忘)'이라고 새겨져 있고, 뒷면에는 '갑자삼월립(甲子三月立)'이라고 쓰여 있다.

## 참고 문헌
- 판관 조병로 불망비[깨진 링크(과거 내용 찾기)] - 공주 문화관광